# جيل مارتن (ممثلة)
جيل مارتن (بالإنجليزية: Jill Martin)‏ هي مغنية وممثلة بريطانية، ولدت في 25 أبريل 1938 في Redruth ‏ في المملكة المتحدة، وتوفيت في 26 ديسمبر 2016 في لندن في المملكة المتحدة بسبب سرطان.

## وصلات خارجية
- جيل مارتن (ممثلة) على موقع IMDb (الإنجليزية)